# 松本正徳
松本 正徳（まつもと まさのり、1935年11月3日 - ）は、日本の経営学者、中央大学名誉教授。
東京出身。1959年中央大学商学部卒、同大学院経営学研究科修士課程修了、1972年「ヴェブレン研究」で商学博士。札幌短期大学助手、講師、1965年中央大学商学部専任講師、1966年助教授、1972年教授。1993年商学部長、2006年定年、名誉教授。

## 著書
- 『経営学のめざすもの その歴史的役割と現代的課題』中央大学出版部 1969-1970
- 『ヴェブレン研究 アメリカ経営思想史研究序説』未来社 1971
- 『経営学の理論』中央大学出版部 1980
- 『日本的経営と「合理化」』中央大学出版部 1985
- 『経営学 日本企業の国際化と経営学の課題』中央経済社 1987
- 『日本労務管理史 北海道の炭鉱の事例を中心にして』中央大学出版部 1999

### 共編
- 『現代経営理論』長谷川広共編 中央経済社 1985

## 論文
- ＜松本正徳